# Jezioro Karskie Wielkie
Jezioro Karskie Wielkie (także Karsko) – jezioro w zachodniej Polsce w województwie zachodniopomorskim, na Pojezierzu Myśliborskim. Akwen położony jest ok. 4 km na północny wschód od Nowogródka Pomorskiego, obok drogi do Barlinka.
Jezioro otaczają pola i łąki, w mniejszym stopniu lasy i kępy drzew. Woda jest czysta (II klasa) i przejrzysta. Przy drodze do Barlinka znajduje się plaża i pole namiotowe. Obok małej wysepki widoczne są w wodzie olbrzymie głazy. Jezioro ma dwa odpływy, w części południowej Kłodawkę odprowadzającą wody do Warty i niewielki odpływ północny do zlewni rzeki Myśli.